# Susan Constant

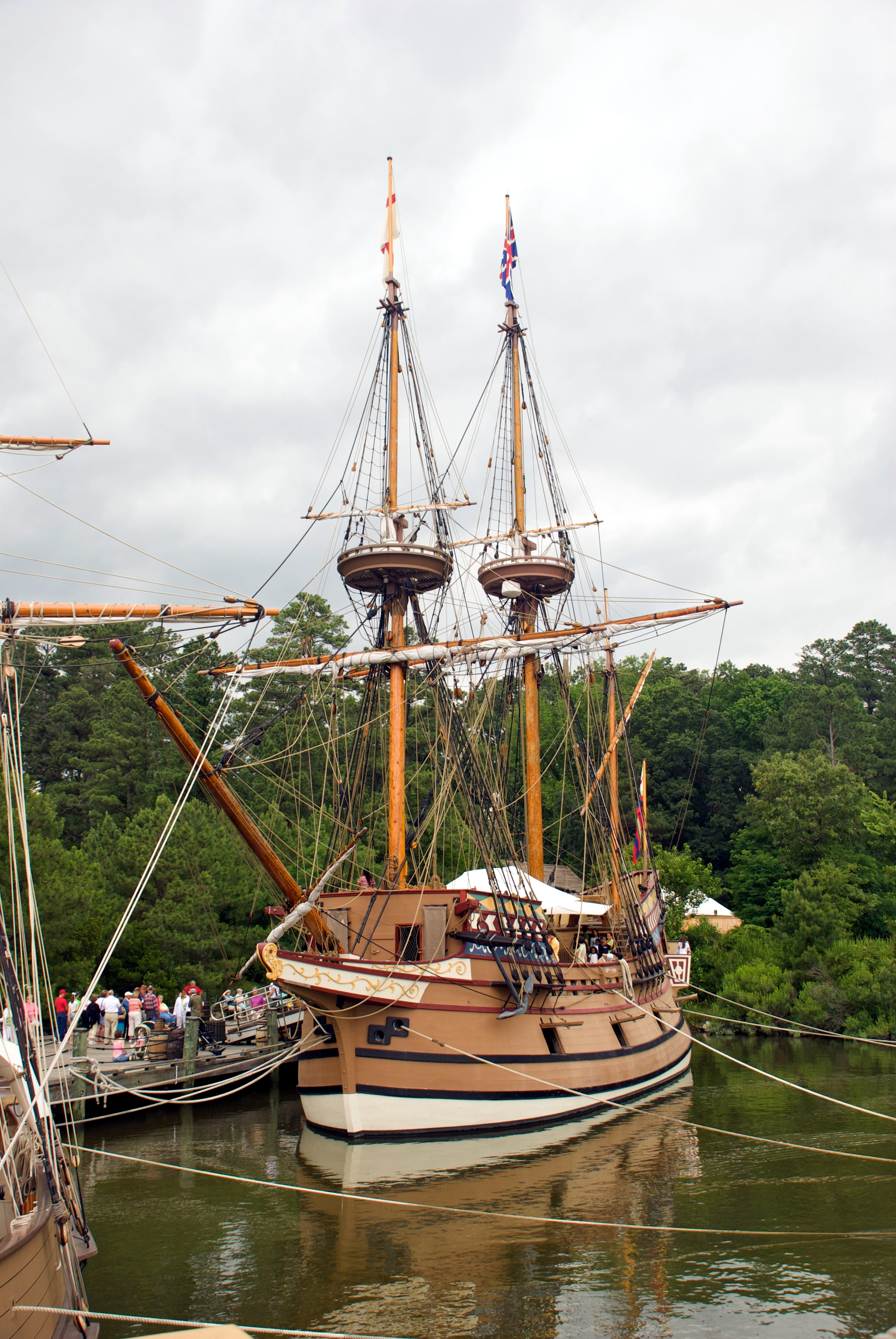
Réplica do navio

Susan Constant, foi o maior dos três navios da English Virginia Company na viagem de 1606-1607 que resultou na fundação de Jamestown na nova Colônia da Virgínia. Capitaneada por Christopher Newport, ela foi acompanhada pelo Discovery e Godspeed.

## História
Susan Constant foi avaliado em 120 toneladas. Seu comprimento da quilha é estimado em 55,2 pés (16,8 metros). O comprimento total da ponta de seu arco à popa é estimado em 116 pés (35 m).
Na viagem de 1606-1607, levou 71 colonos, todos do sexo masculino, incluindo John Smith.  Em 22 de junho de 1607, Christopher Newport navegou de volta para Londres com Susan Constant e Godspeed carregando uma carga de minerais supostamente preciosos, deixando para trás os 104 colonos e Discovery (para ser usado na exploração da área).
Susan Constant, que tinha sido um navio de aluguel que costumava ser usado como transporte de carga, não retornou à Virgínia novamente. Mais tarde, serviu como navio mercante até pelo menos 1615. Seu destino é desconhecido.

## Literatura
- Brian Lavery, The Colonial Merchantman Susan Constant 1605, Conway Maritime Press 1988
- David A. Price, Love and Hate in Jamestown, Alfred A. Knopf 2003 (chapter 2)